# Villanueva del Río Segura
Villanueva del Río Segura – gmina w Hiszpanii, w prowincji Murcja, w Murcji, o powierzchni 13,18 km². W 2011 roku gmina liczyła 2445 mieszkańców.